# The Trinity
The Trinity es el tercer álbum del artista de dancehall Sean Paul, realizado en los Estados Unidos por Atlantic Records el 27 de septiembre de 2005.
Fue grabado completamente en Jamaica, con Henriques colaborando con productores como Steven "Lenky" Marsden, Don Corleone, Renaissance Crew y Rohan " Jah Snowcone " , entre otros. Explicando el título del álbum, Henriques indicó que este es su tercer álbum, y ha trabajado tres años en la producción, siendo " todo hecho aquí en el Tercer Mundo. " También, debe ser notado que la fecha de realización del álbum, el 27 de septiembre (9/27), cuando dividido iguala 3 y consiste en dos números divisibles por 3.
El álbum fue precedido por el solo "We Be Burnin", que comenzó el serial radiofónico el 22 de agosto de 2005. El vídeo de música para el solo fue dirigido por Jessy Terrero, que también ha dirigido vídeos para solos por músicos como 50 Cent, Young Jeezy y Chingy. Fue destacado en Black Entertainment Television el 17 de agosto de 2005 y premiado en línea el 18 de agosto de 2005 en MTV.COM. El solo ha alcanzado el segundo puesto en el UK Singles Chart. También alcanzó el sexto puesto en el U.S. Billboard Hot 100, y el puesto diecisiete en Billboard's R&B/Hip-hop charts. Múltiples versiones han sido realizadas con la líricas diferentes. El álbum de Sean Paul The Trinity ha sido certificada platino y desde el 19 de julio de 2006 el álbum ha vendido 1,386,733 unidades en EE UU. También ha sido certificado platino en Europa por vender 1 millón de copias en Europa. Esto también ha vendido 4,367,750 copias en el mundo 
entero.

## Lista de canciones
1. "Fire Links Intro" – 0:49
2. "Head in the Zone" – 3:55
3. "We Be Burnin'" – 3:35
4. "Send It On" – 3:38
5. "Ever Blazin'" – 3:10
6. "Eye Deh a Mi Knee" – 2:58
7. "Give It up to Me" – 4:02
8. "Yardie Bone" (feat. Wayne Marshall) – 3:12
9. "Never Gonna Be The Same" – 3:40
10. "I'll Take You There" – 3:56
11. "Temperature" – 3:36
12. "Breakout" – 2:59
13. "Head to Toe" – 4:21
14. "Connection" (feat. Nina Sky) – 3:31
15. "Straight Up" – 3:06
16. "All on Me" (feat. Tami Chynn) – 4:18
17. "Change The Game" (feat. Looga Man & Kid Kurup) - 3:54
18. "The Trinity" - 3:35

## Edición Limitada
En el Reino Unido, Atlantic Records hizo una edición de dos CD de "The Trinity” el 26 de junio de 2006. Incluyó las 18 canciones del primer disco y seis canciones suplementarias en el segundo disco incluyendo a los solos " Cry Baby Cry" con Carlos Santana y Joss Stone con" Break It Off " destacando Rihanna.

## Lista de canciones del segundo disco
1. "Cry Baby Cry" (con Carlos Santana y Joss Stone)
2. "Break It Off" (con Rihanna)
3. "As Time Goes On"
4. "Temperature"
5. "Get Busy"
6. "Never Gonna Be The Same"

## Listas musicales de álbumes
| Mundo          |                |    |           |            |
| Mundo          | Top 40 Albums  | 3  | 4.367.750 | 2x Platino |
| América        |                |    |           |            |
| Canadá         | Top 100 Albums | 4  | 100.000   | Platino    |
| Estados Unidos | Billboard 200  | 7  | 1.386.733 | Platino    |
| Europa         |                |    |           |            |
| Europa         | Top 100 Albums | 6  | 1.000.000 | Platino    |
| Alemania       | Top 50 Albums  | 22 | 100.000   | Oro        |
| Austria        | Top 75 Albums  | 6  | 20.000    | Platino    |
| Francia        | Top 200 Albums | 5  | 300.000   | Platinum   |
| Italia         | Top 500 Albums | 8  | 40.000+   | Oro        |
| Países Bajos   | Top 100 Albums | 18 | 70.000    | Platinum   |
| Reino Unido    | Top 75 Albums  | 10 | 200.000   | 2x Oro     |
| Suecia         | Top 600 Albums | 40 |           | —          |
| Suiza          | Top 100 Albums | 3  | 40.000    | Platinum   |
| Oceanía        |                |    |           |            |
| Australia      | Top 500 Albums | 10 | 70.000+   | Platino    |